# Salisbury (condado de Essex)
Salisbury es un lugar designado por el censo ubicado en el condado de Essex en el estado estadounidense de Massachusetts. En el Censo de 2010 tenía una población de 4.869 habitantes y una densidad poblacional de 250,86 personas por km².

## Geografía
Salisbury se encuentra ubicado en las coordenadas 42°50′8″N 70°50′32″O / 42.83556, -70.84222. Según la Oficina del Censo de los Estados Unidos, Salisbury tiene una superficie total de 19.41 km², de la cual 15.51 km² corresponden a tierra firme y (20.08%) 3.9 km² es agua.

## Demografía
Según el censo de 2010, había 4.869 personas residiendo en Salisbury. La densidad de población era de 250,86 hab./km². De los 4.869 habitantes, Salisbury estaba compuesto por el 96.59% blancos, el 0.53% eran afroamericanos, el 0.18% eran amerindios, el 0.86% eran asiáticos, el 0.02% eran isleños del Pacífico, el 0.41% eran de otras razas y el 1.4% pertenecían a dos o más razas. Del total de la población el 1.56% eran hispanos o latinos de cualquier raza.